# Charlotte Dumas
Charlotte Dumas (nascida em 1977) é uma fotógrafa holandesa.
Para a série Anima de 2013, Dumas fotografou os cavalos usados para puxar as caixas funerárias do Cemitério Nacional de Arlington.
O seu trabalho encontra-se incluído nas colecções do Museu de Belas-Artes de Houston, e do Museu de Fotografia dos Países Baixos.